# Linea Gyeonggang
La linea Gyeonggang (경강선 - 京江線, Gyeonggang-seon) è una ferrovia della Corea del Sud aperta il 24 settembre 2016. Attualmente risulta divisa in due parti: la prima aperta, occidentale, nel 2016 collega la città di Yeoju con Seongnam, dove permette l'interscambio con la linea Bundang e la linea Sinbundang; la seconda, orientale, aperta il 22 dicembre 2017 collega Wonju a Gangneung. Nella parte occidentale a linea è nota anche come linea Yeoju (여주선 - 驪州線; Yeoju-seon), dal nome del suo capolinea.

## Caratteristiche
- Lunghezza del percorso: 54,8 km
- Gestore previsto: Korail
- Scartamento: 1435 mm
- Numero di stazioni: 11
- Segnalamento: ATS
- Materiale rotabile: Korail serie 371000 (Sezione Pangyo-Yeoju) | KTX Sancheon (Sezione Wonju-Gangneung)

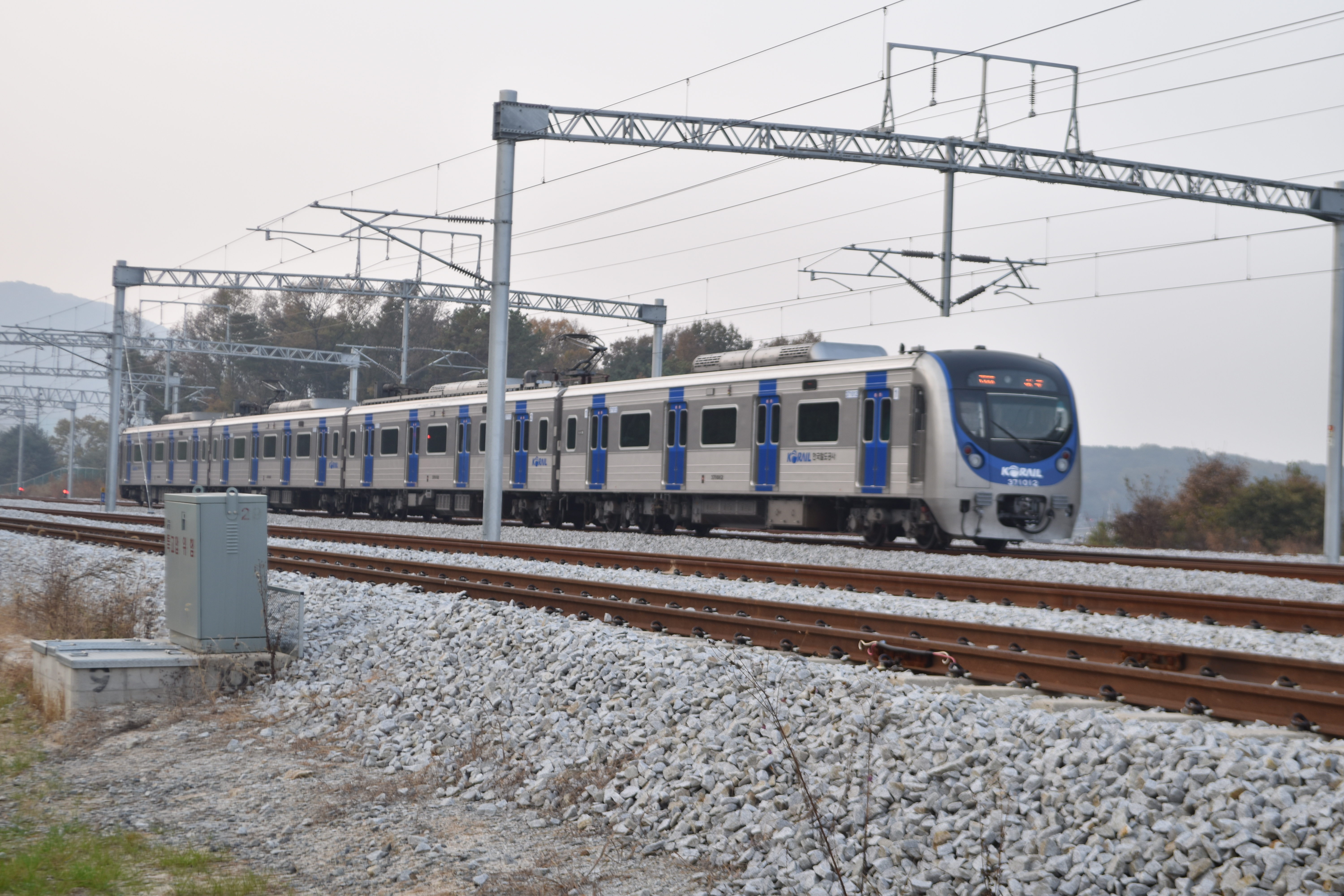
Elettrotreno Korail serie 371000 in corsa

## Stazioni

### Sezione Suburbana (Pangyo-Yeoju)
| Codice | Nome Alfabeto    | Nome Hangŭl | Nome Hanja | Collegamenti                                | Distanza in km | Distanza totale | Posizione   | Posizione | Posizione  |
| ------ | ---------------- | ----------- | ---------- | ------------------------------------------- | -------------- | --------------- | ----------- | --------- | ---------- |
| K410   | Pangyo           | 판교        | 板橋       | Linea Sinbundang Linea Wolgot-Pangyo (2027) | ---            | 0.0             | Gyeonggi-do | Seongnam  | Bundang-gu |
| K411   | Imae             | 이매        | 二梅       | Linea Bundang                               | 1.4            | 1.4             | Gyeonggi-do | Seongnam  | Bundang-gu |
| K412   | Sam-dong         | 삼동        | 三洞       |                                             | 7.0            | 8.4             | Gyeonggi-do | Gwangju   | Gwangju    |
| K413   | Gyeonggi-Gwangju | 경기광주    | 京畿廣州   | Ferrovia Suseo - Gyeonggi-Gwangju           | 4.8            | 13.2            | Gyeonggi-do | Gwangju   | Gwangju    |
| K414   | Chowol           | 초월        | 草月       |                                             | 5.1            | 18.3            | Gyeonggi-do | Gwangju   | Gwangju    |
| K415   | Gonjiam          | 곤지암      | 昆池岩     |                                             | 4.9            | 23.2            | Gyeonggi-do | Gwangju   | Gwangju    |
| K416   | Sindun-Doyecheon | 신둔도예촌  | 新屯陶藝村 |                                             | 7.0            | 30.2            | Gyeonggi-do | Icheon-si | Icheon-si  |
| K417   | Icheon           | 이천        | 利川       |                                             | 7.3            | 37.5            | Gyeonggi-do | Icheon-si | Icheon-si  |
| K418   | Bubal            | 부발        | 夫鉢       | Ferrovia Pyeongtaek - Bubal                 | 4.5            | 42.0            | Gyeonggi-do | Icheon-si | Icheon-si  |
| K419   | Yeongneung       | 영릉        | 英陵       |                                             | 7.4            | 49.4            | Gyeonggi-do | Yeoju-gun | Yeoju-gun  |
| K420   | Yeoju            | 여주        | 驪州       | Ferrovia Yeoju - Wonju                      | 5.4            | 54.8            | Gyeonggi-do | Yeoju-gun | Yeoju-gun  |

### Sezione Wonju-Gangneung
La sezione orientale, aperta il 22 dicembre 2017, in occasione delle Olimpiadi invernali di Pyeongchang 2018, offre collegamenti regionali e servizi KTX.
| Stazioni        | Stazioni | Collegamenti    | Distanza                   | Distanza             | Posizione | Posizione   |
| Alfabeto Latino | Hangeul  | Collegamenti    | Distanza tra stazioniin km | Distanza Totalein km | Posizione | Posizione   |
| --------------- | -------- | --------------- | -------------------------- | -------------------- | --------- | ----------- |
| Wonju           | 서원주   | Linea Jungang   | ---                        | 0.0                  | Gangwon   | Wonju       |
| Manjong         | 만종     |                 | 4.7                        | 4.7                  | Gangwon   | Wonju       |
| Hoengseong      | 횡성     |                 | 18.3                       | 23.0                 | Gangwon   | Hoengseong  |
| Dunnae          | 둔내     |                 | 20.6                       | 43.6                 | Gangwon   | Hoengseong  |
| Pyeongchang     | 평창     |                 | 20.0                       | 63.6                 | Gangwon   | Pyeongchang |
| Jinbu           | 진부     |                 | 16.3                       | 79.9                 | Gangwon   | Pyeongchang |
| Gangneung       | 강릉     | Linea Yeongdong | 40.3                       | 120.2                | Gangwon   | Gangneung   |

### Sezione Yeoju-Wonju
Attualmente questa sezione non è in progetto e non vi sono pianificate stazioni intermedie.

## Incidenti
● 8 Dicembre 2018 Un treno KTX, poco dopo essere partito da Gangneung in direzione di Seul, é deragliato.